# قایق موشک‌انداز کلاس کمان
| کمان Combattante II                 | کمان Combattante II                                                                          |
| ----------------------------------- | -------------------------------------------------------------------------------------------- |
| یک قایق مشابه در نیروی دریایی یونان |                                                                                              |
| اطلاعات کلی                         |                                                                                              |
| نوع کشتی                            | قایق تندرو تهاجمی موشک‌انداز و توپ‌دار                                                         |
| کلاس                                | کلاس کمان                                                                                    |
| کشور سازنده                         | فرانسه                                                                                       |
| تاریخ سفارش                         | ۱۹۷۴                                                                                         |
| ورود به ناوگان                      | ۱۹۷۵                                                                                         |
| مشخصات                              |                                                                                              |
| طول کشتی                            | ۴۷ متر                                                                                       |
| پهنای بدنه                          | ۷٫۱ متر                                                                                      |
| ارتفاع ستون                         | ۲ متر                                                                                        |
| بارگیری استاندارد                   | ۲۴۹ تن                                                                                       |
| حداکثر ظرفیت بارگیری                | ۲۷۵ تن                                                                                       |
| نوع موتور                           | ۴ موتور دیزلی MTU MD 16V با ۴ شفت به قدرت ۱۲ هزار اسب‌بخار                                    |
| تعداد خدمه                          | ۳۱ نفر                                                                                       |
| سرعت                                | ۳۶ گره دریایی (۶۷ کیلومتر بر ساعت)                                                           |
| برد عملیاتی                         | ۷۰۰ مایل دریایی (۱۳۰۰ کیلومتر) با سرعت ۳۳٫۷ گره دریایی                                       |
| جنگ‌افزارها                          |                                                                                              |
| توپخانه                             | ۱×توپ ۷۶ میلیمتری اوتوملارا (فجر ۲۷)                                                         |
| سیستم موشکی                         | ۴ لانچر برای موشک هارپون (سال ۱۹۹۵ برداشته شد) ۴ لانچر برای موشک سی-۸۰۲ (از سال ۲۰۰۰ نصب شد) |
| رادار                               | رادار کنترل آتش: WM-28                                                                       |
| توپخانه ضدهوایی                     | ۱×توپ اتوماتیک ۴۰ میلیمتری (فتح در ایران)                                                    |
| سایر جنگ افزارها                    | دو تیربار سنگین ۱۲٫۷ میلی‌متری دوشکا                                                          |
| سرنوشت                              |                                                                                              |
| تاریخ و محل غرق شدن                 | ۲ فروند (پیکان و جوشن)                                                                       |

قایق موشک‌انداز کلاس کمان یک شناور تندرو تهاجمی ِ موشک‌انداز و توپ‌دار است که نیروی دریایی ایران سفارش خرید ۱۵ فروند از آن را در سال ۱۹۷۴ به فرانسه داد و ۱۲ فروند از آن‌ها بین سال‌های ۱۹۷۶ تا ۱۹۸۱ تحویل ایران شدند.
این قایق‌ها مشابه قایق‌های کلاس Combattante IIa ساخت فرانسه و کلاس تایگر نیروی دریایی آلمان هستند که طراحی آن‌ها از سال ۱۹۶۸ به سفارش اسرائیل آغاز شده اما به دلایل سیاسی به این کشور فروخته نشدند. ۲۰ فروند از این شناورهای تندرو بین سال‌های ۱۹۷۲ تا ۱۹۷۵ وارد ارتش آلمان شد و حدود سی سال با دو نوبت به‌روزرسانی گسترده و افزودن رادار و تجهیزات جنگ الکترونیک در خدمت نیروی دریایی آلمان باقی ماند.
قایق‌های آلمانی بین سال‌های ۱۹۹۴ تا ۲۰۰۰ به نیروی دریایی یونان (۶ فروند)، در سال ۱۹۹۸ به نیروی دریایی شیلی (۶ فروند) و در سال ۲۰۰۲ به نیروی دریایی مصر (۵ فروند) واگذار شدند و سه فروند باقی‌مانده هم در سال ۲۰۰۳ اوراق شدند. ده فروند قایق از کلاس مشابه نیز به لیبی فروخته شد.

## تجهیزات
این شناورهای سریع و تهاجمی به چهار (دو لانچر دوتایی) موشک کروز ِ ضدکشتیِ آمریکایی هارپون (قایق‌های آلمانی و فرانسوی به موشک مشابه فرانسوی اگزوسه مسلح شده‌اند)، یک توپ اتوماتیک ۷۶ میلی‌متری ایتالیایی اوتوملارا (یا مدل ایرانی آن فجر ۲۷)، یک توپ ضدهوایی ۴۰ میلی‌متری بوفورس و دو تیربار ۱۲٫۷ میلی‌متری آمریکایی ام۲ برونینگ (که آن‌ها احتمالاً با تیربار مشابه روسی دوشکا جایگزین شده‌اند) مسلح شده‌اند. در سال ۱۹۹۵ لانچرهای موشک‌های هارپون برداشته شده و پنج سال بعد لانچرهای موشک نور مدل تولید ایران موشک کروز چینی سی-۸۰۲ بر روی این شناورها نصب شد. رادار کنترل آتش شناورهای کلاس کمان هم رادارهای WM-28 ساخت هلند بود. نصب موشک‌های ضدهواییِ آمریکایی ریم-۶۶ استاندارد (که کاربرد دوگانه ضدکشتی هم دارند) بر روی این قایق‌ها هم گزارش شده‌است.

## مشخصات فنی
وزن خالی قایق‌های موشک‌انداز کلاس کمان ۲۴۹ تن و حداکثر وزن قابل جابجایی آن‌ها ۲۷۵ تن است و حداکثر سرعت آن‌ها به ۳۶ گره دریایی (نزدیک به ۶۷ کیلومتر در ساعت) می‌رسد و برد عملیاتی آن‌ها ۷۰۰ مایل دریایی (حدود ۱۳۰۰ کیلومتر) با سرعت ۳۳ گره دریایی (۶۱ کیلومتر در ساعت) است.

## حضور در جنگ ایران و عراق
قایق‌های کلاس کمان در جنگ ایران و عراق حضور فعالی داشتند. در روزهای آغازین جنگ (هفتم آذر ماه ۵۹) نیروی دریایی ایران در عملیات مروارید با دو قایق موشک‌انداز کلاس کمان به نام‌های جوشن و پیکان در کنار شش کشتی آبی‌خاکی و با کمک بالگردهای کبرا، بل-۲۱۴ و سی‌اچ-۴۷ شنوک به بندر ام‌قصر و دو سکوی نفتی مهم عراق؛ البکر و الامیه در ساحل اروندرود حمله کردند.
جوشن و پیکان علاوه بر گلوله‌باران سکوهای نفتی دو همتای روسی خود یعنی قایق‌های موشک‌انداز کلاس اوسا را با موشک‌های هارپون غرق کردند و پیکان با دو موشک ضدکشتی پی-۱۵ ترمیت از بین رفت. سپس جنگنده‌های ایرانی و عراقی وارد صحنه نبرد شدند و چهار میگ-۲۳بی‌ان به جوشن حمله‌ور شدند. ملوانان جوشن با موشک‌های دوش‌پرتاب سام-۷ دو میگ را سرنگون کرد. در نهایت با حمایت جنگنده‌های نیروی هوایی، جوشن و بقیه ناوگان دریایی ایرانی توانستند به سلامت از معرکه نبرد خارج شود.
جوشن در اواخر جنگ در سال ۱۹۸۸ در جریان عملیات آخوندک با نیروهای آمریکایی درگیر شده و با اصابت سه موشک ریم-۶۶ استاندارد از ناوشکن واین‌رایت و ناوچه سمپسون و گلوله‌باران توپ‌های ناوچه‌های واین‌رایت و بیگلی غرق شد.

## تولید ایران
از سال ۲۰۰۳ ساخت مدل‌های مهندسی معکوس این کلاس با نام کلاس سینا در ایران آغاز شده‌است و دو قایق نخست به نام قایق‌های غرق شده پیکان و جوشن نام‌گذاری شده‌اند.